# Mirjam Weichselbraun
Mirjam Weichselbraun (Innsbruck, 27 de setembre de 1981) és una actriu, presentadora de televisió i actriu de veu austríaca.

## Biografia
Va començar la seva carrera en la redacció de la ràdio Antenne Tirol l'any 1998. Va esdevenir popular en ser triada BRAVO-Girl l'any 2000. Després de treballar a l'emissora regional Tirol TV i de presentar el programa cultural Das Magazin, el 2001 va començar a treballar per a una nova emissora de televisió, VISQUI Plus, on va presentar durant vuit mesos el programa Cologne Day. A continuació es va anar a MTV Alemanya (primer a Múnic i després a Berlín), on va ser el rostre dels programes Select MTV (fins a gener de 2005) i TRL (fins a abril de 2007).
Simultàniament al seu treball a la MTV va participar l'any 2003 al programa Wetten, dass..?, emès per ZDF. A més va ser responsable juntament amb Christian Clerici de les retransmissions en directe del programa Expedition Österreich, i un any més tard es va encarregar dels preliminars del Festival de la Cançó d'Eurovisió i del programa Dancing Stars, en col·laboració amb Alfons Haider.
L'any 2006 va presentar, al costat de Wayne Carpendale, el programa de televisió de la cadena RTL Television Dancing on Ice. També es va encarregar de presentar el Life Ball (2007), Kiddy Contest (2007 i 2008) i la gala dels premis Romy l'any 2008.
L'any 2009 va interpretar el paper de Sugar Kane en el musical Taqui mögen's heiß, dirigit per Peter Stones en el Teatre Josefstadt. L'any 2010 va conduir juntament amb Roger Cicero tres programes de Die Hit-Giganten, emesos per Sat.1.
Alhora que treballava com a presentadora va ser actriu de veu en l'obra per a ràdio de Jan Drees Letzte Tage, jetzt, i actriu. Va actuar l'any 2007 en la pel·lícula per a la televisió Essència d'amor i després en la sèrie Die ProSieben Märchenstunde.
Des de l'any 2011 ha presentat la retransmissió en directe del Ball de l'Òpera per la Österreichischer Rundfunk. En aquesta mateixa cadena, d'octubre a desembre de 2012 va presentar diversos programes de l'espectacle de càmera oculta Hast du Nerven?.
Va ser triada per la televisió pública austríaca Österreichischer Rundfunk per ser presentadora del Festival de la Cançó d'Eurovisió 2015 al costat d'Alice Tumler i Arabella Kiesbauer.

### Vida personal

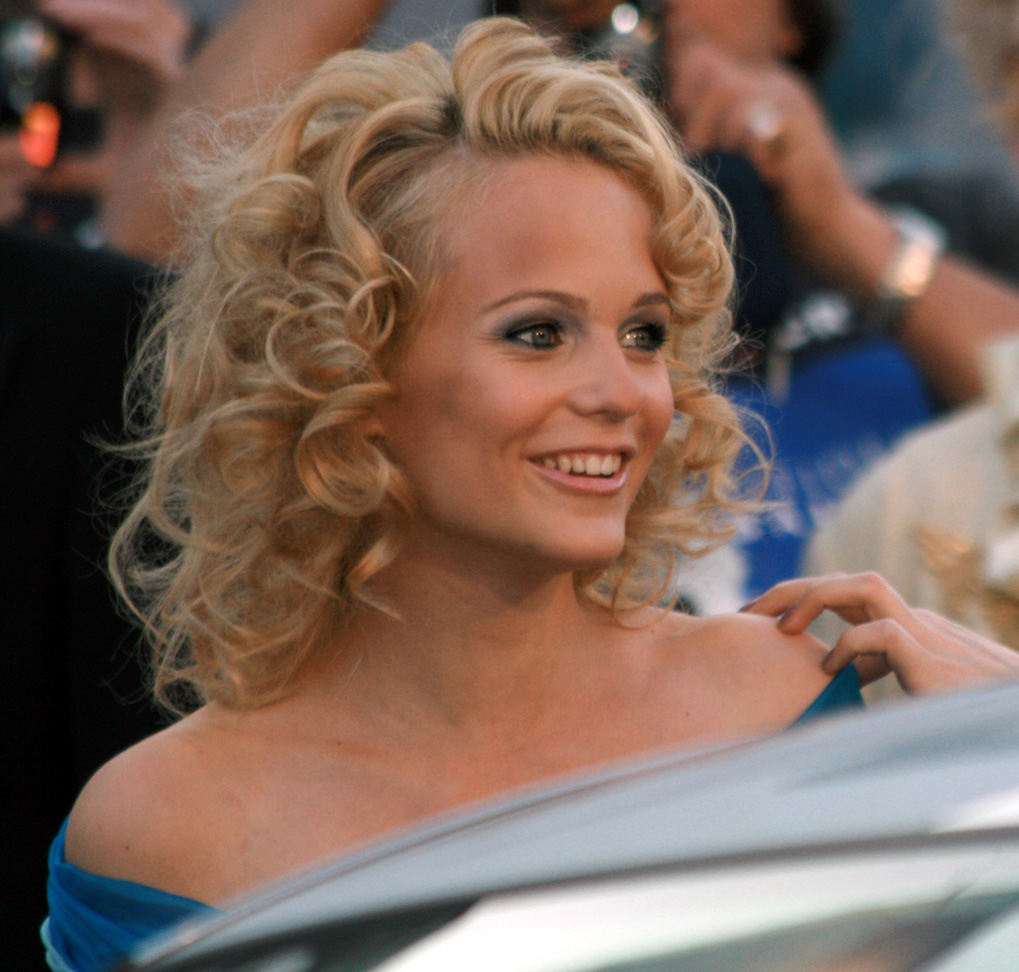
Mirjam Weichselbraun en el Life Ball de l'any 2009.

Té una germana bessona, Melanie Binder. Els seus pares es van casar tard, per la qual cosa cadascuna de les germanes va poder triar el seu cognom: Melanie va triar el del pare (Binder) i Mirjam el de la mare (Weichselbraun). Melanie Binder és la representant de Mirjam.
Després d'una relació de dos anys es va separar del cantant Marque a la primavera de 2007. Va mantenir una relació de quatre anys amb Jan Hahn, presentador del programa Sat.1-Frühstücksfernsehen, que va finalitzar al setembre de 2011. Des de l'any 2013 és parella de Ben Mawson, representant de Lana Del Rey, amb qui va tenir una filla el 28 de setembre de 2013.

## Filmografia
- 2007: Essència d'amor
- 2007: ProSieben Märchenstunde

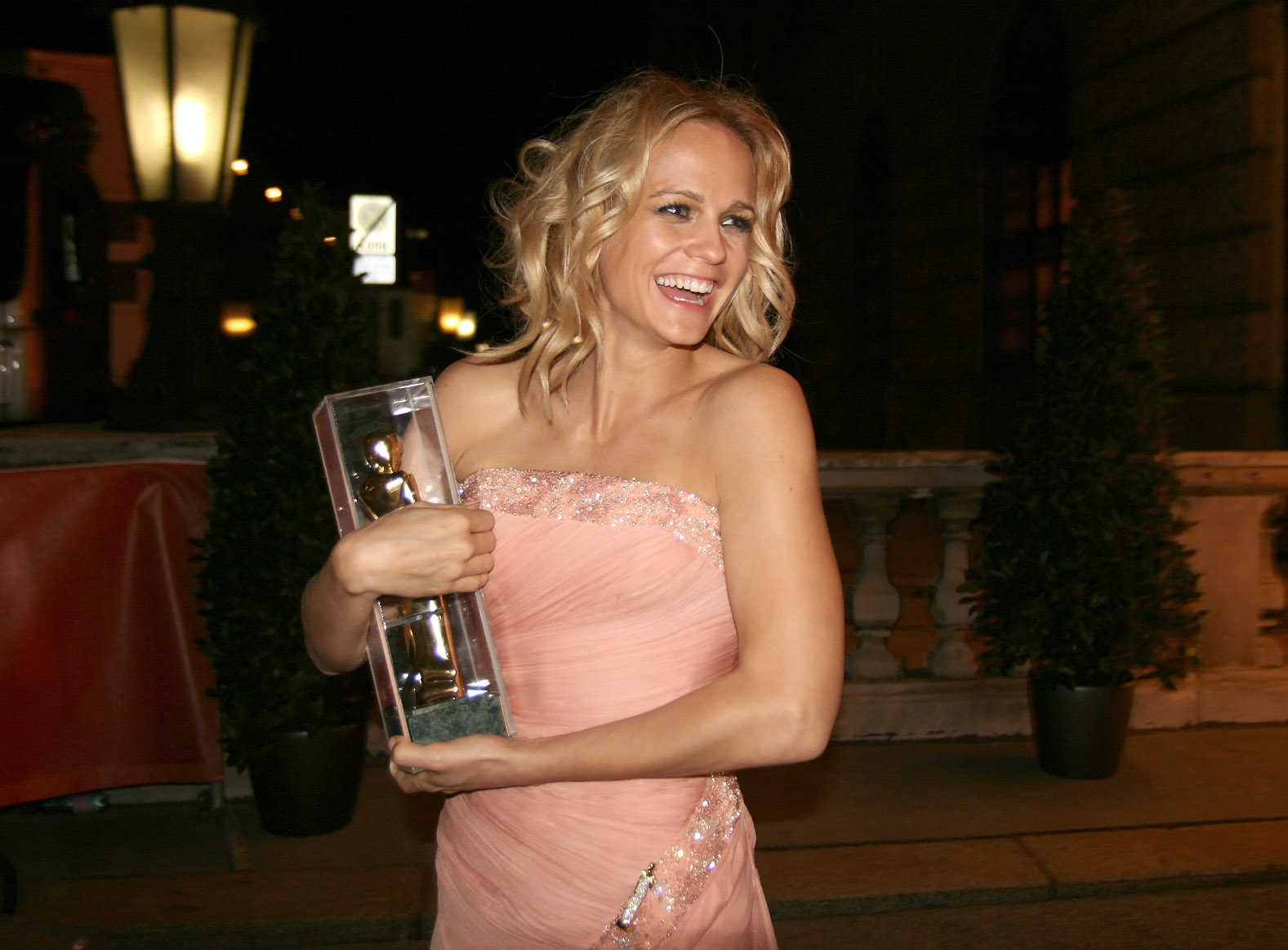
Mirjam Weichselbraun amb el premi Rommy de l'any 2012.

- 2008: H3 – Halloween Horror Hostel
- 2008: Som el poble - L'amor no coneix fronteres
- 2008: Mutig in die neuen Zeiten - Alles anders
- 2009: Hangtime – Kein leichtes Spiel
- 2011: Das Traumhotel
- 2012: Die Braut im Schnee
- 2012: Unter Umständen verliebt
- 2012: Verloren auf Borneo
- 2012: Zwei Sitz Rakete
- 2013: Herztöne
- 2013: Die Frau in mir

## Doblatge
- 2007: Renée Zellweger com Vanessa Bloome en Bee Movie

## Premis
- 2006, 2008, 2011 i 2012: premi Rommy
- 2007 i 2008: premi Top Espot
- 2010: premi IPTV